# Powieszenie Wasyla Lewskiego
Powieszenie Wasyla Lewskiego (oryg. bułg. Обесването на Васил Левски) – wiersz Christo Botewa opublikowany po raz pierwszy w 1876, już po śmierci autora.
Utwór został napisany przez Botewa po egzekucji Wasyla Lewskiego, bułgarskiego rewolucjonisty i działacza niepodległościowego, która miała miejsce w Sofii 6 lutego 1873. Botew poznał Lewskiego w czasie pobytu na emigracji w Rumunii; zimą 1868/1869 mieszkali razem i wspólnie rozwijali swoje radykalnie rewolucyjne poglądy.
Jest to wiersz rymowany, podzielony na pięć czterowersowych strof. W pierwszych dwóch z nich podmiot liryczny zwraca się do swojej matki-ojczyzny, pytając ją, dlaczego rzewnie płacze, następnie zaś do kruka, pytając z kolei, nad czyim grobem kracze. Następnie wzywa ojczyznę, by rozpaczała dalej, gdyż widział w Sofii powieszonego na szubienicy syna Bułgarii – tytułowego Wasyla Lewskiego. Jego śmierć budzi żałobny nastrój całej natury: wyją psy i wilki, kraczą kruki, nadchodzi zima, wiatr roznosi po polach ciernie. Rozpacz bułgarskiego krajobrazu koresponduje z uczuciami ludzi: śmierć Lewskiego przyjmowana jest z ogromnym żalem zarówno przez dorosłych, jak i dzieci, mężczyzn i kobiety.
Powieszenie Wasyla Lewskiego zostało opublikowane po raz pierwszy w almanachu Kalendarz na rok 1876, zaś w nieznacznie zmodyfikowanym wariancie w emigracyjnym piśmie Bułgarów w Rumunii, Nowej Bułgarii, w sierpniu 1876. Jest to jedyny utwór Botewa, którego autograf przetrwał do naszych czasów. Zdaniem Henryka Batowskiego jest to najlepszy spośród wierszy Botewa.
Przekład polski Powieszenia Wasyla Lewskiego opracował w 1934 Leonard Podhorski-Okołów.